# Акилов, Глеб Павлович
Глеб Павлович Акилов (24 января 1921, Новая Ладога — 2 сентября 1986, Новосибирск) — советский математик, специалист в области функционального анализа. Ученик Л. В. Канторовича. Профессор Новосибирского университета.

## Биография

### Ленинград
Г. П. Акилов окончил математико-механический факультет Ленинградского университета в августе 1941 года. Во время Великой Отечественной войны работал инженером на военном заводе в Кузбассе.
В 1945—1947 гг. году он учился в аспирантуре в ЛГУ у Л. В. Канторовича; кандидат физико-математических наук (1948). После окончания аспирантуры работал преподавателем на кафедре математического анализа ЛГУ, с 1951 года — в должности доцента. Г. П. Акилов читал в ЛГУ многочисленные курсы лекций, среди которых оригинальный курс теории функции вещественной переменной и курс теории операторов в гильбертовом пространстве.
Г. П. Акилов — ученик Л. В. Канторовича и его сотрудник практически на протяжении всей своей жизни. Он был фактическим руководителем семинара Канторовича по функциональному анализу в ЛГУ.
Также Г. П. Акилов с 1953 года по совместительству преподавал в Ленинградском педагогическом институте им. А. И. Герцена, сначала в должности доцента, а в 1955—1959 гг. заведующего кафедрой математического анализа.

### Новосибирск
В 1964 году Г. П. Акилов переехал в Новосибирск, где работал старшим научным сотрудником, а с 1967 года заведующим лабораторией математических моделей в промышленности и на транспорте Института математики СО АН СССР. Здесь он занимался задачами математической экономики, был руководителем научного семинара математико-экономического отделения. В 1973 г. Г. П. Акилов перешел в новую лабораторию функционального анализа (фактически руководил ею), был вдохновителем и одним из организаторов (с 1975 г.) Всесоюзных школ по теории операторов в функциональных пространствах.
С 1964 по 1985 год Г. П. Акилов по совместительству преподавал на механико-математическом факультете Новосибирского университета, сначала в должности доцента (1964—1969), затем профессора (1969—1971) кафедры вычислительной математики. В последующие годы доцент (1972—1978), затем профессор (1979—1985) кафедры математического анализа. Читал общие курсы математического анализа и функционального анализа.
В 1968 году подписал «письмо сорока шести» против нарушения законности на судебном процессе над правозащитниками в Москве в 1968 году, известном как «дело четырёх».

## Научная деятельность
Первые научные результаты Г. П. Акилова, полученные им в ещё в аспирантуре в 1940-е годы, относятся к задаче о продолжении линейных операторов. Предложенный им подход к решению этой проблемы опирался на теорию частично упорядоченных линейных пространств.
В дальнейшем научные исследования Г. П. Акилова были связаны с интенсивно развивавшейся в 1950-е годы областью функционального анализа — теорией локально выпуклых пространств.
В 1959 году вышло в свет первое издание монографии Л. В. Канторовича и Г. П. Акилова «Функциональный анализ в нормированных пространствах», в которой наряду с классическими результатами нашли отражение работы Г. П. Акилова и его учеников по теории локально выпуклых пространств. Эта монография в была издана в переводе на английский язык в США и в переводе на немецкий язык в Германии.
Г. П. Акилов разработал оригинальный способ изложения курса математического анализа, в котором отдельные курсы математического анализа, теории функций вещественной переменной и теории функций комплексной переменной были объединены в рамках единого курса. Такой подход позволил избежать дублирования материала и обеспечить базу для современных курсов теории вероятностей, функционального анализа и математической физики.

## Память
- Похоронен на Южном кладбище Новосибирска (квартал 4).
- Именем Г. П. Акилова названа одна из аудиторий НГУ.
- Учреждена стипендия имени профессора Г. П. Акилова для студентов механико-математического факультета НГУ.

## Труды
- Канторович Л. В., Акилов Г. П. Функциональный анализ в нормированных пространствах. — М.: Физматгиз, 1959. — 684 с.
- Акилов Г. П., Макаров Б. М., Хавин В. П. Элементарное введение в теорию интеграла. — Л.: Изд-во ЛГУ, 1969.
- Акилов Г. П., Кутателадзе С. С. Упорядоченные векторные пространства. — Новосибирск: Наука. Сибирское отделение, 1978.
- Акилов Г. П., Дятлов В. Н. Основы математического анализа. — Новосибирск: Наука. Сибирское отделение, 1980.